# Orotrechus theresiae
Orotrechus theresiae is een keversoort uit de familie van de loopkevers (Carabidae). De wetenschappelijke naam van de soort is voor het eerst geldig gepubliceerd in 1992 door Casale, M. Etonti et Giachino.